# アラムダール
アラムダール(ペルシア語: علمدار/ʿalamdār,中国語: 阿藍答児,? - 1260年)とは、モンケ・カアンやアリク・ブケに仕えたモンゴル帝国の官僚・将軍。モンゴル帝国帝位継承戦争ではアリク・ブケを補佐してクビライ勢力と争ったが、陝西方面の戦線で敗れ戦死した。アラムダルとも表記される。
ペルシア語でعلم(ʿalam)は「旗」、دار(dār)は「〜を持つ者」を意味し、モンゴル語tuqči(「旗持ち」の意)を直訳した名前となる。『元史』などの漢文史料では阿藍答児（ālándāér）と記される。

## 概要

### 来歴
アラムダールの出自については不明な点が多いが、ペルシア語由来の名称であること、アリク・ブケに対して「我らを羊のように首を切って殺すのか？」と発言していることなどから、ヤラワチのようにペルシア語文化圏（ホラズムなど）出身のムスリムであると見られている。
『世界征服者史』や『集史』「モンケ・カアン紀」によると、アラムダールはビチクチとしてモンケに仕えていたという。1251年に第三代カアンたるグユクの後継者を決めるクリルタイの開催が決定された際には、チャガタイ・ウルス君主イェス・モンケの下へクリルタイへ開催を伝える使者として派遣されている。
1251年のクリルタイでモンケが第四代カアンに推戴されると、アラムダールはカラコルム留守司コンコルの副官に任ぜられた。史料上に明記されてはないものの、この時アラムダールはブラルグチ（遺失物管理官）の職に就いていたと見られている。

### クビライ勢力の監査
1251年、カアンに即位したモンケは周辺諸地域の征服活動を再開し、西アジア方面では三弟フレグを、東アジア方面では次弟クビライを遠征軍の司令官に起用した。フレグが西方で快進撃を続ける反面、クビライは大理国の征服後華北の経営に専念し、最大の攻略対象たる南宋への攻撃を始めようとしなかった。このようなクビライの態度にモンケは不満を抱き、遂にクビライの遠征軍司令官からの更迭・アラムダールらによるクビライ領の監査が行われる事態に陥った。
この時アラムダールは陝西等処行尚書省左丞相として同参知政事劉太平らとともにクビライ領の京兆地方に乗り込み、クビライ領監査のため鉤考局を設置した。更にアラムダールは監査を進める中でクビライが設置した行政管理庁の宣撫司を締め上げ、その官吏の多くを処刑してしまった。この時難を逃れたのは史天沢や廉希憲、劉黒馬ら一部の者のみであり、これらの者達は後の帝位継承戦争にて皆クビライ側につき、アラムダール及びアリク・ブケ勢力に敵対した。
このような事態に対し、クビライは姚枢の助言に従ってモンケに直接面会し釈明することとした。モンケとの面会によってクビライの容疑は晴れ、アラムダールはカラコルムに召還されて鉤考局も廃止されたが、クビライの権益は大きく損なわれたままとなっていた。

## 帝位継承戦争
クビライが東アジア遠征司令官から更迭されアラムダールの監査を受けている間、首都カラコルムではカアンたるモンケ自身が南宋遠征軍を率いる計画が進行していた。更にモンケとクビライの和解が実現すると、南宋攻略はモンケ、クビライ、タガチャルの三名が率いる3軍によって進められることとなった。
モンケは末弟のアリク・ブケとアラムダールに首都カラコルムを委ねて出発したが、遠征の途上で病にかかり急死してしまった。同じく遠征の途上にあったクビライはモンケの訃報を聞いて自らカアン位に即くことを決意し、タガチャル軍も味方につけ開平クリルタイにて即位を宣言した。一方、首都カラコルムを任されていたアリク・ブケは、アラムダールら旧モンケ政権幹部らの後押しを受けカラコルムにてクリルタイを開催しカアン位に即いた。ここでモンゴル帝国では始めて2人のカアンが並立する事態に陥り、建国以来最大の内戦が勃発した。
アリク・ブケ勢力とクビライ勢力を比較すると、前者は正当性という点で優位にあったが、後者は南宋遠征軍の主力をそのまま抱えており、軍事面では優位にあった。そこでアラムダールはまず漠北で兵を徴集し、後にクビライの拠点の1つドロン・ノール（後の上都開平府）に接近し現地の軍を接収しようとした。この時、ドロン・ノールにいたクビライの妻チャブイはアラムダールに対し「太祖チンギス・カンの曾孫チンキムがここにいるのに、何の故を以てアラムダールは軍を動かすのか？」と述べてアラムダールの行動を峻拒し、アラムダールはやむなくドロン・ノールより引き上げた。
各地で兵を徴収し軍勢を組織したアラムダールは右翼軍として陝西方面よりクビライ勢力を攻撃せんとし、カラコルムより軍団を率いて南下した。陝西ではかつてアラムダールの弾圧を受けた廉希憲・商挺らによって旧モンケ政権の幹部でアリク・ブケ派の劉太平は殺害され、モンケ直属の部隊を率いていたクンドゥカイは軍勢を率いて北走し、陝西一帯はクビライ勢力の支配下に入っていた。アラムダールは北走するクンドゥカイと合流すると、まず河西を支配するコデン・ウルス（オゴデイ・ウルスの一派）を攻撃し、その主要都市西涼府を拠点とした。
アラムダールの攻撃によって大打撃を受けたコデン・ウルス当主のジビク・テムルは関中に逃れ、クビライ勢力の中には河西方面を放棄すべきではないかという声も上がったが、廉希憲らの反対によってアラムダール討伐のためオゴデイ家のカダアン・オグルらが派遣されることとなった。カダアンの軍勢は陝西方面に権益を持つオングト部の汪良臣、アンチュルらと合流し、最終的にカダアン、バチン（八春,Bačin）、汪良臣の3名がそれぞれ軍団を率いてアラムダール軍に相対した。
アラムダール軍とカダアン軍が対峙したのは非常に風の強い日だったため、汪良臣は軍士に命じて馬を下り刀剣を用いて攻撃させた。汪良臣手ずから敵兵を数十人斬る奮戦ぶりもあってアラムダール軍は劣勢に陥った。更にカダアン軍はアラムダール軍の逃走経路に待ち伏せてこれを大いに破り、遂に主将たるアラムダールとクンドゥカイを殺害した。アラムダール、クンドゥカイの首は持ち帰られ、京兆府で晒し首にされた。